# Biais de pessimisme
Le biais de pessimisme, biais pessimiste ou pessimisme comparatif est un biais cognitif par lequel les gens exagèrent la probabilité que des choses négatives leur arrivent. Les principes du biais optimiste continuent alors de s'appliquer dans les situations où les individus se considèrent comme moins bien lotis que les autres. De la même façon qu'il semble que l'optimisme irrationnel se manifeste du fait d'une distorsion dans l'estimation du risque encouru par les autres, et non par soi-même, le pessimiste irrationnel procéderait d'une estimation du risque des autres, lequel est sous-estimé.
Les personnes souffrant de dépression sont particulièrement susceptibles de manifester un biais de pessimisme,. Les enquêtes auprès des fumeurs ont montré que leur évaluation du risque de maladie cardiaque montrait un biais de pessimisme faible mais significatif ; cependant, la littérature dans son ensemble n'est pas concluante.